# Johann Christoph Mann
Johann Christoph Mann (auch Johann Christoph Monn, * 1726 in Wien; † 24. Juni 1782 in ebenda) war ein österreichischer Komponist und Musikpädagoge der Wiener Vorklassik. Er war der Bruder des Komponisten Matthias Georg Monn (eigentlich Johann Georg Mann).

## Leben und Werk
Johann Christoph Mann wirkte um 1750 als Musiklehrer beim Grafen Leopold Kinsky in Prag und ab 1766 als Klavierlehrer in Wien, wo er verarmt starb.
Von Johann Christoph Mann sind 11 Divertimenti für Streicher, acht Sonaten und 21 Menuette für Cembalo erhalten.
Einige Werkzuschreibungen von Johann Christoph und Matthias Georg Monn (Mann) sind in der Forschung umstritten.